# Nouvel hôtel de ville de Litomyšl
Le nouvel hôtel de ville de Litomyšl (en allemand Leitomischl), une ville du district de Svitavy dans la région de Bohême orientale en Tchéquie, a été construit vers 1700 après un incendie de ville. L'hôtel de ville sur la place du marché est un monument culturel protégé.
Le bâtiment de trois étages avec une arcade est situé sur Smetanovo náměstí (Place Smetana). La façade est ornée de pilastres et d'un fronton triangulaire.